# Krzyż z Gosforth

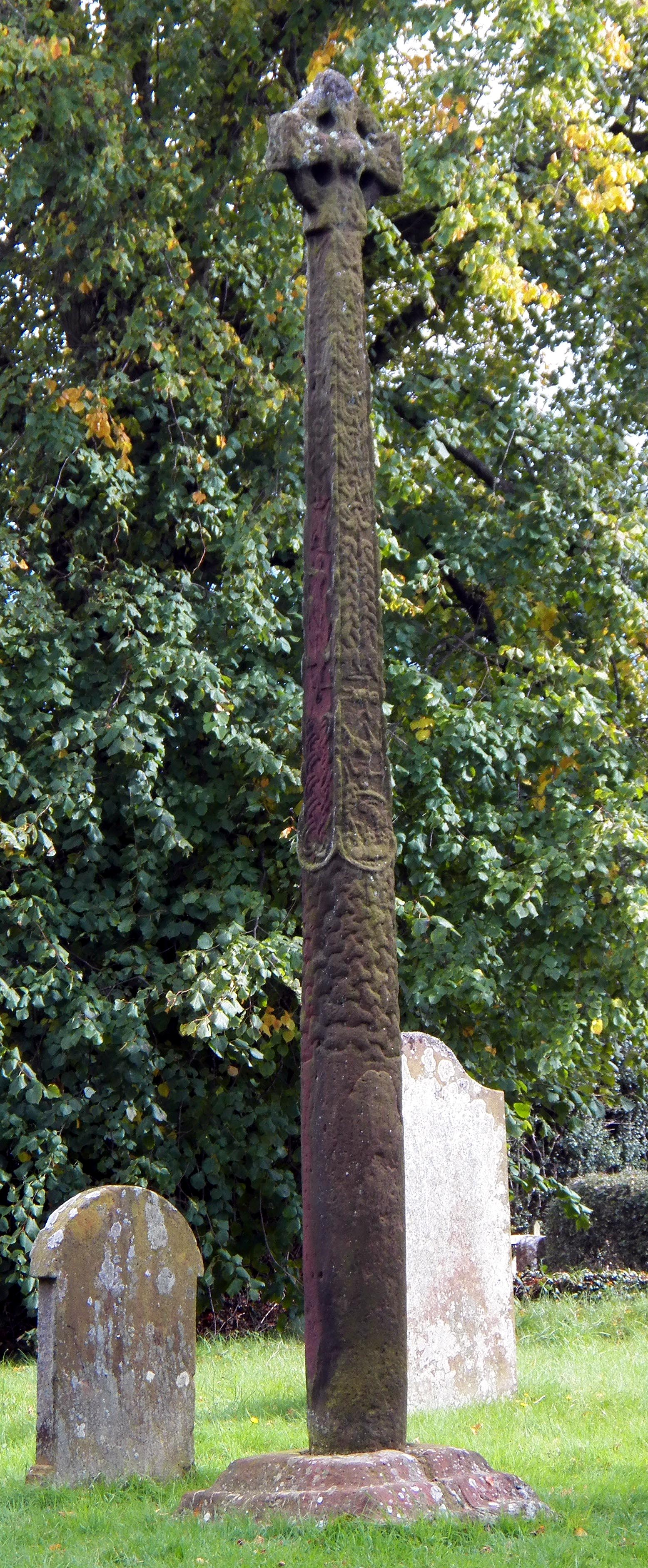
Krzyż z Gosforth

Krzyż z Gosforth – datowany na połowę X wieku kamienny krzyż, znajdujący się w miejscowości Gosforth w angielskim hrabstwie Kumbria. Jego powierzchnia pokryta jest bogatą, oryginalną treściowo ornamentyką.
Smukły, wykonany z piaskowca i wysoki na 4,42 m krzyż stoi do dziś w miejscu jego pierwotnego wystawienia, na cmentarzu przy południowej stronie kościoła parafialnego w Gosforth. Przypuszcza się, że oryginalnie pełnił on rolę ołtarza, jako że w okresie chrystianizacji Anglosasów powszechną praktyką wśród misjonarzy było odprawianie mszy pod gołym niebem. Podstawa krzyża, o cylindrycznym kształcie, ozdobiona została płaskorzeźbionym motywem plecionki. Ściany górnej, prostopadłościennej części zdobią panele reliefowe, na których połączono w oryginalny sposób motywy zaczerpnięte z mitologii nordyckiej z symboliką chrześcijańską.
Na zdobiących krzyż płaskorzeźbach przedstawiono sceny z Ragnaröku, nadając im jednak taką wymowę, by ich treść stanowiła swego rodzaju przewodnik po zasadach nowej wiary i stanowiła paralelę do opowieści o śmierci i zmartwychwstaniu Chrystusa. Jedyną sceną, która daje się jednoznacznie zinterpretować w kategoriach chrześcijańskich, jest wizerunek na wschodniej ścianie krzyża, przedstawiający najprawdopodobniej ukrzyżowanego Jezusa w towarzystwie Marii Magdaleny i Longinusa, choć można ją interpretować także na sposób pogański, jako wizerunek Baldura z żoną i towarzyszem. Na pozostałych panelach widoczne są sceny Ragnaröku, użyte tu w chrześcijańskim kontekście jako alegorie triumfu dobra nad złem: pojmanie Lokiego, Hajmdal dmący w róg Gjallarhorn, Widar walczący z wilkiem Fenrirem.